# Bonaventura Gassol i Rovira
Bonaventura Gassol i Rovira, més conegut com a Ventura Gassol, (La Selva del Camp, 6 d'octubre de 1893 - Tarragona, 19 de setembre de 1980) fou un destacat poeta i polític català.

## Biografia
Fou fill de Bonaventura Gassol Alasá, pagès natural de Puigdelfí, i d'Úrsula Rovira Fonts, natural de la Selva del Camp. Ventura Gassol va néixer el 6 d'octubre de 1893 a la població de la Selva del Camp, situada a la comarca del Baix Camp. El 1903 va entrar al Seminari Pontifici de Tarragona, però va abandonar els estudis eclesiàstics l'any 1913. Es va traslladar aleshores a Barcelona, on ingressà a la Protecció de Menors i on va conèixer Lluís Folch i Torres.
El 1917 s'incorporà a la Comissió de Cultura de l'Ajuntament de Barcelona de la mà del Manuel Ainaud i Sánchez, on s'estava impulsant una renovació pedagògica municipal. Per això intervingué en l'obertura de centres escolars innovadors, com ara l'Escola del Mar, a la Barceloneta, inaugurada el 1922. El mateix any 1922 fou un dels fundadors del partit Acció Catalana.
També l'any 1922 conegué Esperança Galofré i Pujol (1898-1944), amb la qual s'ajuntà, atès que ella era una dona casada i repudiada, i va tenir dos fills, Abel (1923) i Albert (1924).
El 1925 ingressà a Estat Català i es convertí en un dels principals col·laboradors d'en Francesc Macià, participant en els Fets de Prats de Molló. Detingut, empresonat i jutjat per les autoritats franceses, rebé una sentència simbòlica i l'expulsió de França.

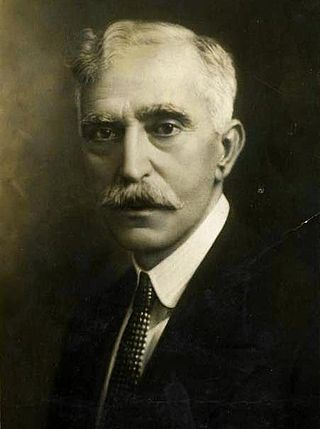
Francesc Macià

El 1927 embarcà amb el Macià cap a Amèrica, en una gira de propaganda visitant sobretot casals catalans a diversos països llatinoamericans. Aquesta activitat no impedeix que en Gassol continui la seva activitat com a escriptor i traductor.
Després de dos anys a Brusseles, retornà a Catalunya el 1930, ingressant a la presó de Figueres. Normalizada la seva situació, retornà a Barcelona, on reprengué el seu treball a la Comissió de Cultura de l'Ajuntament, alhora que preparava al retorn de Macià. Alhora, el març de 1931 va ser un dels fundadors d'Esquerra Republicana de Catalunya.

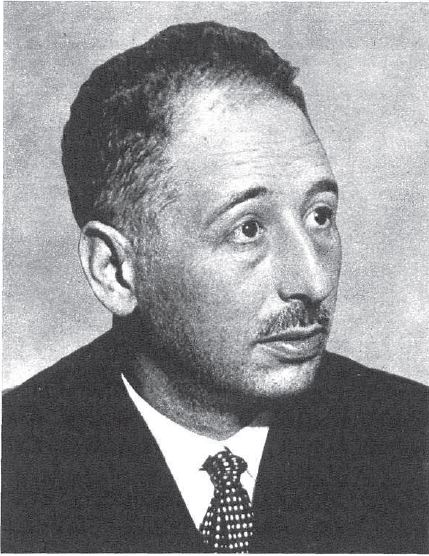
Lluís Companys

Esdevingué Conseller d'Instrucció en el primer Govern de la Generalitat restituida, càrrec que repetí en successius governs fins a l'any 1932, passant a ser Conseller de Cultura, des de la creació d'aquesta conselleria.
Durant la Guerra Civil intervingué en la conservació del patrimoni artístic religiós davant l'acció dels anomenats incontrolats, i es destacà en el salvament de persones perseguides. També intervingué en l’alliberament del cardenal Francesc Vidal i Barraquer, pel que els extremistes de la FAI decidiren matar-lo. Davant d’aquesta situació, el 23 d'octubre del 1936 s'exilià a França.
Atesa la invasió nazi de França, es traslladà amb la seva família al poble de Saint-Raphaël, a la Provença. Acabada la guerra, l'any 1941, el govern espanyol va sol·licitar al francès la seva extradició, acusant-lo de ser l'inductor de l'assassinat del bisbe de Barcelona Manuel Irurita Almándoz. La Cour d'Appel d'Aix-en-Provence, atès que a l'estrada s'havia demostrat, amb la col·laboració del cardenal Francesc Vidal Barraquer, que Irurita era viu quan Gassol va marxar de Catalunya i que Gassol havia salvat moltes persones de la mort, va emetre el 15 de setembre d'aquell any un dictamen desfavorable a l'extradició i en va ordenar la posada immediata en llibertat.
El 1941 va establir-se a Suïssa, mentre la seva esposa i els dos fills van marxar a Mèxic. Després de la mort de la seva muller el 1944, l'any 1947 es va casar en segones noces amb Lucia Wilde (*-1978).
L'any 1977 retornà a Catalunya i va passar una temporada a Palamós, concretament a l'Hotel Tria de la ma del seu amic l'historiador Josep Maria Ainaud de Lasarte. El 22 de juliol del mateix any, el seu poble, la Selva del Camp, el va proclamar fill predilecte i li va fer un homenatge multitudinari. El 1978 va rebre el Premi d'Honor Jaume I al Saló de Cent de Barcelona i va presidir els Jocs Florals del Retrobament a Barcelona. El 19 de setembre de 1980 va morir a l'hospital de Tarragona. Fou enterrat a la Selva del Camp el dia 21 en presència del President de la Generalitat Jordi Pujol.

## Activitat literària
El 1915 començà a treballar en un grup benèfic i el 1916 fou premiat als Jocs Florals de Badalona. El 1918 fou altra vegada premiat als Jocs Florals, en aquesta ocasió en els celebrats a Sitges. En aquests anys fou activista de la Lliga Regionalista i es va fer amics de diversos poetes i músics.
El 1920 va publicar el llibre de poemes La Nau i va participar en la Diada de la Llengua Catalana. El 1921 va estrenar La cançó del vell Cabrés, un drama en vers, al teatre del Centre de Lectura de Reus, i col·laborà amb Higini Anglès i Josep Maria Batista a la recerca de cançons per al Cançoner Popular de Catalunya.
El 1923 va publicar les novel·les El preu de la sang, El mur de roses i Mossèn Gabriel i el recull de poesies patriòtiques Les tombes flamejants. L'any 1926, durant la seva estada a l'exili, va escriure amb Josep Carner i Ribalta l'obra de teatre L'home i la bèstia. El 1928 va publicar el drama La Dolorosa i amb Carner Ribalta va traduir Gianjali de Tagore i Lenin de Màxim Gorki. El 1935 va publicar La mort de l'ós, poema coreogràfic; i durant la seva estada a la presó va escriure el volum Ombres, i l'obra de teatre Nadal. El 1936 va col·laborar a "La Rosa dels Vents". El 1936 va iniciar un projecte amb la companyia dels Ballets de Montecarlo, amb el nom de Soirées de Barcelone, que mai es va arribar a estrenar. La música era del compositor Robert Gerhard, amic seu, i Gassol en va escriure el guió.
Exiliat amb motiu de l'adveniment de la Guerra Civil espanyola, el 1937 va organitzar a París una important exposició sobre art català. El 1938 va escriure la Balada del Bressol a Provença i des de 1939 va col·laborar a la "Revista de Catalunya" de l'exili. El 1943 va publicar Fleurs, volum de poesies traduïdes al francès. El 1946 es va instal·lar a la Turena (França) i va guanyar la Flor Natural als Jocs Florals de Montpeller.
El 1950 va publicar Miratges, poemes en doble versió catalana i francesa, a Lausana. El 1961 fou elegit Mestre en Gai Saber als Jocs Florals celebrats a l'Alguer i va obtenir l'Englantina pel poema "El Sant Jordi del Captiu"; el 1963 va guanyar la Flor Natural als Jocs Florals de Montevideo; el 1967 fou altre cop Mestre en Gai Saber pels Jocs Florals de la Ginesta d'Or a Perpinyà.

## Activitat política
El 1917 fou cridat a col·laborar a la Comissió de Cultura de l'Ajuntament de Barcelona. El 1922 va participar en la Conferència Nacional Catalana i va ingressar a Acció Catalana. Des de la Comissió va liderar amb Manuel Ainaud i Antoni Gelabert Alart la creació de la colònia escolar Vilamar de Calafell, de la qual fou nomenat veguer i on va fer possible l'anomenada República d'Infants autogestionada.
El 1924 es va exiliar a França i l'any següent va ingressar a Estat Català, col·laborant amb Francesc Macià. Va actuar com a secretari del Comitè d'Acció de la Lliure Aliança, que lluità contra la dictadura de Primo de Rivera. Va participar en els fets de Prats de Molló l'any 1926 i fou detingut per la policia francesa a Perpinyà, essent traslladat a París on fou jutjat i condemnat juntament amb Macià i quaranta catalans més.
El 1927 es va exiliar a Bèlgica i amb Macià va viatjar per Argentina, Uruguai, Xile, els Estats Units d'Amèrica i Cuba, per explicar els objectius del catalanisme. A l'Havana participà en l'intent de creació del Partit Separatista Revolucionari Català.
Va tornar a Catalunya el 1930, on s'incorporà de nou a la Comissió de Cultura de Barcelona, i el 1931 fou un dels fundadors d'Esquerra Republicana de Catalunya. El 14 d'abril, quan es proclamà la República Catalana, Gassol es va adreçar al poble des del balcó de la plaça de Sant Jaume de Barcelona. Francesc Macià el va nomenar conseller de Política Interior durant el breu govern de la República Catalana, esdevenint el 28 d'abril del mateix any Conseller d'Instrucció Pública durant la Generalitat Provisional (1931-1932). El 19 de desembre de 1932 fou nomenat, durant el govern de la Generalitat Estatutària (1932-1933) conseller de Cultura, càrrec des del qual impulsa una cultura catalana, laica i que havia de respondre a les necessitats de tots els sectors socials del país. Promogué un decret pel qual s'establí el bilingüisme escolar i l'obligatorietat del català. Així mateix impulsà la creació de l'Escola Normal i l'Institut-Escola, en què l'ensenyament fou mixt i impartit en català. Excepte dels anys de suspensió del govern a causa dels Fets d'octubre, repetí en aquest càrrec en els successius governs fins després d'iniciada la Guerra Civil. Això el convertí en l'únic conseller que es mantingué al Govern de la Generalitat durant tot el període de 1931-1936, sota la confiança tant d'en Macià com d'en Companys.
El 1931 fou escollit diputat a les Corts Constituents, i va defensar la llengua catalana i l'Estatut de Núria. Durant la seva estada a Madrid patí un atemptat, abandonant el seu escó l'any 1933. A la mort, aquell mateix any, de Francesc Macià Gassol pronuncià l'oració fúnebre durant les seves exèquies. Posteriorment, Lluís Companys el ratificà a la Conselleria de Cultura i l'any següent va crear el consell de Cultura. El 1934 va redactar la Llei del Servei de Biblioteques, Arxius, Museus i Patrimoni històric, artístic i científic de Catalunya. Intervingué en els fets del 6 d'octubre i fou condemnat a trenta anys de presó essent reclòs al vaixell "Uruguay" i després al Penal de Cartagena.
Després de la victòria de les esquerres el 16 de febrer de 1936 va retornar al govern de la Generalitat i a la Conselleria de Cultura, i novament fou elegit diputat al Congrés dels Diputats, càrrec del qual cessà el 1939. Presidí interinament la Generalitat mentre Lluís Companys es recuperava. El 19 de juliol es va produir l'aixecament militar a Barcelona que va marcar el començament de la Guerra Civil espanyola, signà però el decret de creació del Consell de l'Escola Nova Unificada (CENU). El seu esforç per salvar diverses persones perseguides a la rereguarda republicana, especialment clergues, el va enemistar amb les organitzacions que lideraven la persecució, sobretot amb els anarquistes. Perseguit, doncs, en el seu propi bàndol, el 23 d'octubre de 1936 es va exiliar a França i el 17 de desembre va renunciar al càrrec de conseller.
Amb l'entrada del nazis a França, Gassol i la seva família es van traslladar al poble de Sant Raféu, a la Provença. L’any 1941, el govern espanyol la demanar al francès la seva extradició, acusant-lo de ser l’inductor de l’assassinat del bisbe de Barcelona Manuel Irurita Almándoz. La Cour d’Appel d’Ais de Provença, atès que a l'estrada s'havia demostrar que Iurita era viu quan Gassol va marxar de Catalunya i que Gassol havia salvat moltes persones de la mort, va emetre el 15 de setembre d’aquell any, un dictamen desfavorable a l'extradició i va ordenar la llibertat immediata de Gassol.
El novembre del 1942, Gassol va passar a Suïssa i es va establir a Lausana. Posteriorment, amb la seva segona esposa van viure a Saint-Martin-le-Beau fins l’any 1972, que es van traslladar a Tours. Va retornar a Catalunya el 28 de juny de 1977.

## Publicacions

### Poesia
- 1917: Àmfora  (Barcelona)
- 1920: La Nau (Barcelona)
- 1923: Les tombes flamejants (Valls)
- 1931: Mirra  (Badalona)
- 1934: Poemes 1917-1931 (Barcelona)
- 1950: Miratges  (Lausanne)
- 1977: Balada del bressol (la Selva del Camp)

Obres presentats als Jocs Florals de Barcelona
- 1916: Poema dels camins[10]
- 1923: La Dolorosa, premi extraordinari dels Mantenidors
- 1923: La Primerissa[11]

### Teatre
- 1921: La cançó del vell Cabrés (Barcelona)
- 1928: La Dolorosa (Valls)
- 1934: L'home i la bèstia (melodrama, amb col·laboració de Josep Carner i Ribalta)
- 1935: La mort de l'ós (Barcelona)

### Prosa
- L'Oncle Neus. L'ombra del diable. L'escurçó del destí (Barcelona)
- 1923: El preu de la sang (Barcelona)
- 1924: El mur de roses (Barcelona)
- 1924: Mossèn Gabriel (Barcelona)
- 1926: En Joan de les Campanes (Barcelona)

## Fons personal
El seu fons personal es conserva a l'Arxiu Nacional de Catalunya. El fons conté la documentació generada i rebuda per Ventura Gassol; documentació personal i familiar, documentació produïda en funció de la seva activitat política relacionada amb institucions, partits polítics, sindicats, federacions i entitats diverses, i la documentació produïda en funció de la seva activitat literària reflectida en la poesia, la prosa, i les traduccions (incloent-hi textos originals i publicats). Aquests dos apartats juntament amb la correspondència que conserva el fons, destaquen especialment d'entre el seu conjunt. La correspondència sobresurt no solament pel seu volum, sinó per les cartes rebudes provinents de nombroses personalitats del món de la cultura i de la política. El fons inclou, a més biblioteca i hemeroteca.